# Eva Jessye

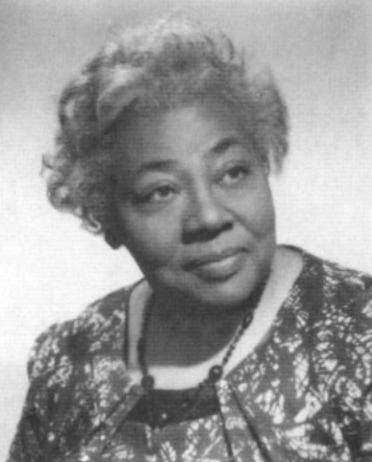
Eva Jessye

Eva Alberta Jessye (* 20. Januar 1895 in Coffeyville, Kansas; † 21. Februar 1992 in Ann Arbor, Michigan) war eine US-amerikanische Chorleiterin und Komponistin.

## Leben
Jessye studierte seit 1908 Chormusik und Musiktheorie an der Western University in Quindaro und seit 1914 an der Langston University in Oklahoma. Sie unterrichtete an verschiedenen Grundschulen, bevor sie 1925 Reporterin und Kolumnistin des Baltimore Afro-American wurde. 1926 gründete sie in New York City die Original Dixie Jubilee Singers, einen Chor, der Spirituals, Balladen, Ragtime- und Jazzmusik und leichte Opernliteratur auf der Bühne, in Radiosendungen und Filmen aufführte. Der Komponist Will Marion Cook wurde auf sie aufmerksam, der sie unterrichtete und förderte.
Im Jahr 1929 leitete Jessye den Chor in Hollywood für den Film Hallelujah von King Vidor. Zu diesem Anlass erhielt ihr Chor den Namen Eva Jessye Choir. 1934 war sie Chorleiterin in der Opernproduktion Four Saints in Three Acts von Virgil Thomson und Gertrude Stein. Im Folgejahr leitete sie den Chor in der Uraufführung von George Gershwins Porgy and Bess, der Oper, deren Aufführungen sie in den nächsten dreißig Jahren weltweit begleitete.
Daneben war Jessye in der amerikanischen Bürgerrechtsbewegung aktiv. Sie arbeitete mit Bürgerrechtlern wie Marian Anderson, Mary McLeod Bethune, Julia Davis, Eubie Blake, Langston Hughes, Martin Luther King und Paul Robeson zusammen. Der Eva Jessye Choir war der offizielle Chor von Martin Luther Kings Marsch auf Washington für Arbeit und Freiheit 1963. Daneben wirkte sie als Schauspielerin in Filmen wie Black Like Me (1964) und Slaves (1969) mit.
Jessye gründete 1974 die Eva Jessye Afro-American Music Collection an der University of Michigan in Ann Arbor und 1977 die Eva Jessye Collection an der Pittsburg State University, wo sie von 1979 bis 1981 Artist in Residence war. Gouverneur John W. Carlin ernannte sie 1981 zur Kulturbotschafterin des Staats Kansas. Von der Eastern Michigan University erhielt sie 1987 einen Ehrendoktortitel.

## Kompositionen
Unter Jessyes Kompositionen sind die Oratorien Paradise Lost and Regained (1934), The Life of Christ in Negro Spirituals (1931) und The Chronicle of Job (1936) zu nennen.